# Ancinus jarocho
Ancinus jarocho is een pissebed uit de familie Ancinidae. De wetenschappelijke naam van de soort is voor het eerst geldig gepubliceerd in 2010 door Rocha-Ramírez, Chávez-López & Peláez-Rodríguez.